# أحمد سوسة
أحمد سوسة مهندس وآثاري ومؤرخ عراقي من بابل.

## سيرته
ولد أحمد نسيم سوسة في مدينة الحلة بالعراق عام 1318 هـ/1900م، من أسرة يهودية، أتم دراسته الاعدادية (الثانوية العامة) في الجامعة الأمريكية ببيروت عام 1924م، ثم حصل على شهادة البكلوريوس في الهندسة المدنية عام 1928م من كلية كولورادو في الولايات المتحدة. وواصل بعد ذلك دراسته العليا فنال شهادة الدكتوراه بشرف من جامعة جون هوبكنز الأمريكية عام 1930، وقد انتخب عضوا في مؤسسة (فاي بيتا كابا) العلمية الأمريكية المعروفة، كما منحته جامعة واشنطن عام 1929م جائزة (ويديل) التي تمنح سنويا لكاتب أحسن مقال من شأنه أن يسهم في دعم السلم بين دول العالم. ويعد الدكتور أحمد سوسة واحدًا من أقدم المهندسين العراقيين الذين تخرجوا من الجامعات الغربية. وقد كان أحمد سوسة يهودي الديانة لكنه أعتنق الإسلام بعد ذلك.
بعد عودته للعراق، عين مهندساً في دائرة الري العراقية عام 1930م، ثم تقلب في عدة وظائف فنية في هذه الدائرة مدة 18 سنة، حتى عين عام 1946 معاوناً لرئيس الهيئة التي ألفت لدراسة مشاريع الري الكبرى العراقية. وفي عام 1947م عين مديراً عاماً للمساحة ثم مديراً عاماً في ديوان وزارة الزراعة عام 1954م، ثم أعيد مديراً عاماً للمساحة وبقي في هذا المنصب حتى عام 1957م.
عند تأسيس مجلس الأعمار عام 1951م عين مساعدا شخصيا في الأمور الفنية لنائب رئيس مجلس الأعمار إضافة لوظيفته الأصلية. وكان من أوائل أعضاء المجمع العلمي العراقي منذ تأسيسه عام 1946 وبقي عضوا عاملا فيه حتى وفاته.
خلال عامي 1939م و1940م ترأس البعثتين اللتين أوفدتهما الحكومة العراقية إلى المملكة العربية السعودية لدراسة مشاريع الري في الخرج والاشراف على تنفيذها. وكان الدكتور أحمد سوسة أحد مؤسسي جمعية المهندسين العراقية عام 1938م.
اهتم أحمد سوسة بمباحث حضارية قديمة في العراق حيث بحث في تاريخ العراق الحضاري وكتب عن نظم القنوات المائية والسدود في الحضارات القديمة كجزء من هذا الاهتمام، تربو مؤلفاته على الخمسين كتاباً وتقريراً فنياً وأطلساً، أضافة إلى أكثر من 116 مقالاً وبحثاً نشرت في الصحف والمجلات العلمية المختلفة. وتتوزع مؤلفاته على حقول الري والهندسة والزراعة والجغرافية والتاريخ والحضارة.

## أولاده
من أولاده علي وعالية أحمد سوسة، ولقد توفيا، ولعلي ولد واحد أسمه حيدر وأبنته عالية كانت تعمل مترجمة في هيئة الأمم المتحدة ولها بنت واحدة أسمها سارة، ولقد قتلت أبنته عالية في بغداد بعد تفجير مقر هيئة الأمم المتحدة في 19 آب 2003م.

## من مؤلفاته
- أطلس العراق الأداري، طبع في مطابع مديرية المساحة العامة ببغداد سنة 1952م.
- أطلس العراق الحديث، مطبعة مديرية المساحة العامة ببغداد 1953م.
- أطلس بغداد، مطبعة مديرية المساحة العامة ببغداد 1952م.
- مأساة هندسية أو النهر المجهول، يبحث هذا الكتاب في منشأ النهر الذي حفره المتوكل في سامراء لأيصال المياه إلى المتوكليه وفي تطوره وتطور الأمور الغامضة التي لابست هذا المشروع ولا سيما أسباب فشله ونتائج الفشل الخطيرة بالنسبة إلى خطط إنشاء العاصمة العباسية في سامراء، طبع في مطبعة المعارف ببغداد سنة 1947م.
- الري في العراق _ طبع في مطبعة التفيض الأهلية ببغداد عام 1942م.
- «مشروعات الري الكبرى _ خزان بحيرة الشارع» طبع في مطبعة المعارف ببغداد سنة 1947م.
- «مشروعات الري الكبرى _ خزان هور السويجة» _ طبع في مطبعة المعارف ببغداد 1947م.
- (في طريقي إلى الإسلام) بجزئين 1936م.
- (نظام الامتيازات في الدولة العثمانية) الذي صدر باللغة الأنكليزية عام 1933م.
- (المصادر عن ري العراق) _ كتاب جمع فيه المؤلف المصادر التي تبحث في شؤون الري في العراق، ولخص محتوياتها، وعلق عليها، طبع في مطبعة الحكومة ببغداد عام 1942م.
- «في ري العراق» _ الجزء الأول، ومعه أطلس يضم 16 خارطة، طبع في مطبعة الحكومة ببغداد 1945م.
- (وادي الفرات) كتاب يبحث عن تأريخ الفرات وتطورات مجراه الرئيسي وتحليل مشروعاته الفنية ومعالجة مشاكلة منذ اقدم العصور حتى الوقت الحاضر طبع بجزئين، الأول ومعه 18 خارطة و15 تصويراً، طبع في مطبعة الحكومة ببغداد عام 1944م، والثاني ومعه 22 خارطة و26 تصويراً، طبع في مطبعة المعارف ببغداد عام 1945م.
- (تطور الري في العراق) ومعه 28 لوحة بين تصوير وخارطة، طبع في مطبعة المعارف ببغداد سنة 1946م.
- (دليل ري العراق) بالإنكليزية عام 1944م.
- (الري في العراق) بالإنكليزية عام 1945م.
- (سدة الهندية) بالإنكليزية عام 1945م.
- (ري سامراء في عهد الخلافة العباسية) كتاب يبحث في تأريخ سامراء وفي كل ما يتعلق بمشاريع الري القديمة في منطقة سامراء في عهد الخلافة العباسية، طبع بجزئين، الأول ومعه 24 لوحة بين تصوير وخارطة، والثاني ومعه 34 لوحة بين تصوير وخارطة، طبع في مطبعة المعارف ببغداد في سنتي 1948م و 1949م.[7]
- وصدر له في الستينيات (فيضانات بغداد في التاريخ) بثلاثة أجزاء عام 1963م وعام 1965م وعام 1966م.
- تأريخ يهود العراق
- العرب واليهود في التاريخ
- الشريف الإدريسي في الجغرافية العربية.[6]
- Handnook of Instructions for Discharge Onserves in Iraq _ Compiled by the author and Mr. F.S. Bloomfiled . Printed at the Government Press , Baghdad , 1932
- Alts of Iraq _ Surveys Pass, Baghdad , 1953

## أوسمة ومكافئات
حاز أحمد سوسة خلال مسيرة حياته الطويلة الحافلة بالعطاء على عدد كبير من الأوسمة والمكافئات ومنها وسام الملك عبد العزيز آل سعود لتنفيذه مشروع ري مدينة الخرج في نجد عام 1939م، وكذلك وسام الرافدين من الدرجة الثانية عن خدماته في دوائر الري والمساحة في العراق عام 1953م، ووسام الكفاءة الفكرية من ملك المغرب عن كتابه الشريف الإدريسي في الجغرافية العربية في عام 1976م. كما فاز كتابه فيضانات بغداد في التاريخ بجائزة الكويت لأحسن كتاب صدر عام 1963م. إضافة إلى حصوله على جائزة المنظمة العربية للتدريب والثقافة والعلوم عام 1975م.

## كتب كتبت عنه
انجزت عنه رسالة ماجستير في جامعة القادسية في العراق قدمها الدكتور اياد كاظم راجح سنة 2003 تحت عنوان المؤرخ احمد سوسة منهجه وموارده في تدوين تاريخ الحضارة العربية الإسلامية، تحت اشراف الاستاذ الدكتور عماد احمد الجواهري والاستاذ المساعد الدكتور فاضل كاظم صادق.

## وفاته
توفي في بغداد عام 1402 هـ/1982م.

## متحف أحمد سوسة
في 6 حزيران 2018، افتتحت مكتبة ومتحف أحمد سوسة بالمركز الثقافي العراقي، احتوت المكتبة على كتب وميراث أحمد سوسة الثقافي. لاحقاً نقلت المكتبة إلى متحف أحمد سوسة.
وفي 11 أيار/مايو 2025، افتتح رئيس مجلس الوزراء محمد شياع السوداني متحف والمركز الثقافي للعلامة أحمد سوسة في منطقة الوزيرية ووجه ايضا بتخصيص جائزة باسم سوسة. مكان المتحف هو بيت أحمد سوسة الذي تبلغ مساحته 500 متر والمشيد عام 1937. يضم المتحف الارشيف الشخصي لأحمد سوسة، والمكتبة الخاصة به والتي تضم 4 الاف كتاب، كانت مؤمنة في المركز الثقافي البغدادي في شارع المتنبي منذ عام 2015.